# غونزالو رودريغز
غونزالو رودريغز (بالإسبانية: Gonzalo Rodríguez García)‏ (2 مايو 1979) هو مدرب لياقة أسباني، حاصل على الدكتوراه في علوم النشاط البدني والرياضي. يعمل حالياً مع المنتخب العراقي.

## مسيرته
بدأ مشواره الرياضي كمدرب لياقة بدنية في نادي ليفربول لموسم 2008-2009. ثم عمل في نادي ريال مدريد مع المدرب أنطونيو غوميز. ثم عمل في نادي ألباسيتي لموسمين.
بالإضافة إلى عمله كمدرب لياقة بدنية، حصل على درجة الدكتوراه في النشاط البدني وعلوم الرياضة عام 2012، لذلك فهو دائمًا يجمع بين عمله الرياضي والفصول الدراسية في الجامعة.
بعد تجربته في أوروبا، انتقل إلى آسيا وبالتحديد إلى العراق حيث عمل كمدرب لياقة بدنية في نادي أربيل ثم عمل مع منتخب العراق في كأس آسيا 2015 في أستراليا وتصفيات لكأس العالم في روسيا 2018 ودورة الألعاب الأولمبية في ريو دي جانيرو في عام 2016. وفي نادي الخور. ويعمل حالياً في منتخب العراق الاولمبي.
لم يتم العثور على روابط لمواقع التواصل الاجتماعي.